# 제리 맥과이어
《제리 맥과이어》(영어: Jerry Maguire)는 1996년 개봉한 미국의 로맨틱 드라메디 스포츠 영화이다.

## 줄거리
제리는 대박 성공을 꿈꾸는 보통의 미국 남자로 잘생긴 외모를 겸비한 35세의 남성이다. 그는 스포츠 매니지먼트 회사에서 에이전트로 취직을 한 후에 많은 돈을 벌다가 회사의 이익에 반하는 제안서를 제출했다는 사유로 어느날 갑자기 회사에서 해고된다. 퇴사 이후 독립된 회사를 차리는데, 이때 같은 소속사 여직원이었던 도로시가 제리의 진심을 알고, 회사 운영에 동참한다. 그는 미식축구 선수인 로드 티드웰과 전속 계약을 맺고 에이전트로 함께 일한다. 여러 가지 일을 겪은 뒤, 26세의 싱글맘인 도로시와 헤어졌다가 다시 만나서 가족을 이루는 것으로 해피 엔딩을 맺는다.

## 출연
- 톰 크루즈 - 제리
- 쿠바 구딩 쥬니어 - 로드
- 르네 젤위거 - 도로시
- 켈리 프레스톤 - 에브리
- 제리 오코넬 - 프랭크 쿠쉬맨
- 제이 모어 - 밥 슈거
- 레지나 킹 - 마시
- 보니 헌트 - 로렐

## 기타
- 프로듀서: 브리짓 존슨
- 공동제작: 브루스 S. 푸스틴
- 공동제작: 존 D. 스코필드
- 협력프로듀서: 리사 스튜어트
- 협력프로듀서: J. 마이클 멘델
- 미술: 스티븐 J. 라인위버
- 의상: 벳시 헤이만
- 배역: 게일 레빈

## KBS 성우진 (2000년 11월 18일)
- 홍시호 - 제리(톰 크루즈)
- 문관일 - 로드(쿠바 구딩 주니어)
- 차명화 - 도로시(르네 젤위거)
- 문지현 - 에브리(켈리 프레스턴)
- 김영진 - 프랭크 쿠쉬맨(제리 오코넬) / 캘빈 닉(브랜트 베리)
- 성완경 - 밥 슈거(제이 모어)
- 손정아 - 로렐(보니 헌트)
- 성선녀 - 마시(레지나 킹)
- 강미형 - 타이슨(제러미 수아레스)
- 이종구 - 디키 폭스(제러드 주심) / 데니스(글렌 프라이)
- 임은정 - 캐시(안젤라 고덜즈) / 항공 승무원(레슬리 업슨) / 로렐의 친구(켈리 코필드 파크)
- 이연희 - 바비(알렉산드라 웬트워스) / 로렐의 친구(위니 홀츠만)
- 성창수 - 릭(도널 로그)
- 장승길 - 중계원(알 마이크스)
- 박규웅 - 중계원(댄 디어도프)
- 임성표 - 쿠쉬의 아버지(보 브리지스)
- 이선 - 레이 보이드(조나단 립니키)
- 이원준 - 채드(토드 루이소)
- 유동균 - 로드 동생(에리즈 스피어스)